# Renault Kwid
El Renault Kwid es un automóvil de turismo del segmento A, producido por el fabricante francés Renault en alianza con Nissan en sus plantas de Chennai, India, São José dos Pinhais, Brasil y Envigado, Colombia. Lanzado como prototipo en el salón del automóvil de Nueva Delhi en 2014 y anunciándose para su producción en mayo de 2015.

## Historia
El Grupo Renault-Nissan comenzó a desarrollar este vehículo de diseño completamente nuevo encargándolo a Gerard Detourbet, diseñador del Dacia Logan.
Después de haber presentado el autoconcepto del Kwid en el Salón del Automóvil de Nueva Delhi en febrero de 2014, finalmente el vehículo es comercializado a finales de 2015 bajo la marca Renault, para tratar de aumentar la participación en el mercado y la presencia de la marca en la India y los mercados emergentes asociados.
Conocido internamente como el código XBA, basado en la plataforma totalmente nueva CMF-A que también servirá en el futuro para versiones de la marca Datsun, puesto que es una evolución de la base estructural que utiliza el Datsun Go. Se suma a la gama Dacia Logan y Dacia Duster ya comercializados en la India y se enfoca en una cuarta parte del mercado de automóviles de la India (cerca de 750.000 coches dominados por Maruti - Suzuki Alto y Hyundai Eon)
Sus características en cuanto a la seguridad y contaminación hacen que su aprobación hasta la fecha, sea imposible para Europa. Mediante las adapataciones necesarias podría sin embargo, comercializarse bajo la marca Dacia, pero con un precio más alto que en la India. Aunque esta opción fue descartada por Carlos Ghosn.
Su precio de nivel de entrada que se anuncie a 300.000 rupias, o 4.200€.
En mayo de 2017 comenzó la fabricación del Kwid en Brasil, con diversas modificaciones tales como los airbags/bolsas de aire frontales y laterales o los sistemas de fijación isofix para adecuarlo a la reglamentación del Mercosur, así como para añadir refuerzos estructurales, frenos ABS, ruedas de mayor tamaño o un depósito de combustible de mayor capacidad (38 litros en vez de 28 de la versión india), entre otras cosas. Todo esto hace que su peso en igualdad de equipamiento sea un 20% mayor. Está equipado con un motor tricilíndrico de 999 cc denominado comercialmente 1.0 SCe, que entrega una potencia de 66 cv cuando funciona con gasolina y 70 cv cuando lo hace con etanol. 
El precio base en el mercado brasileño es de R$ 29.990, lo que son unos 8.000€ y es casi el doble del precio base del modelo en la India. Se ha convertido en uno de los modelos más vendidos del mercado brasileño, llegando a alcanzar el segundo puesto en ventas en el mes de septiembre de 2017.
Para el mercado argentino los precios comienzan en preventa en $223.800, es decir casi 11.000€, costando aún más caro que en Brasil, y casi el triple que en India. Incluso en la actualidad y ya agotada la preventa, el valor de comercialización de la versión "base" (aire y dirección) es de aproximadamente u$s11.000 según el tipo de cambio (desde $A 410.000 ajustables según variación cambiaria).
Mientras que el precio actual (mayo de 2019) para el entrada de gama denominado "Life" es de unos $465.700 (€9.056 al cambio de $45.27 o unos aprox. u$s10.424 al tipo de cambio de $39.33) variando su valor en virtud del tipo de cambio de la moneda local.
En mayo de 2019, el Renault Kwid entró al mercado mexicano.

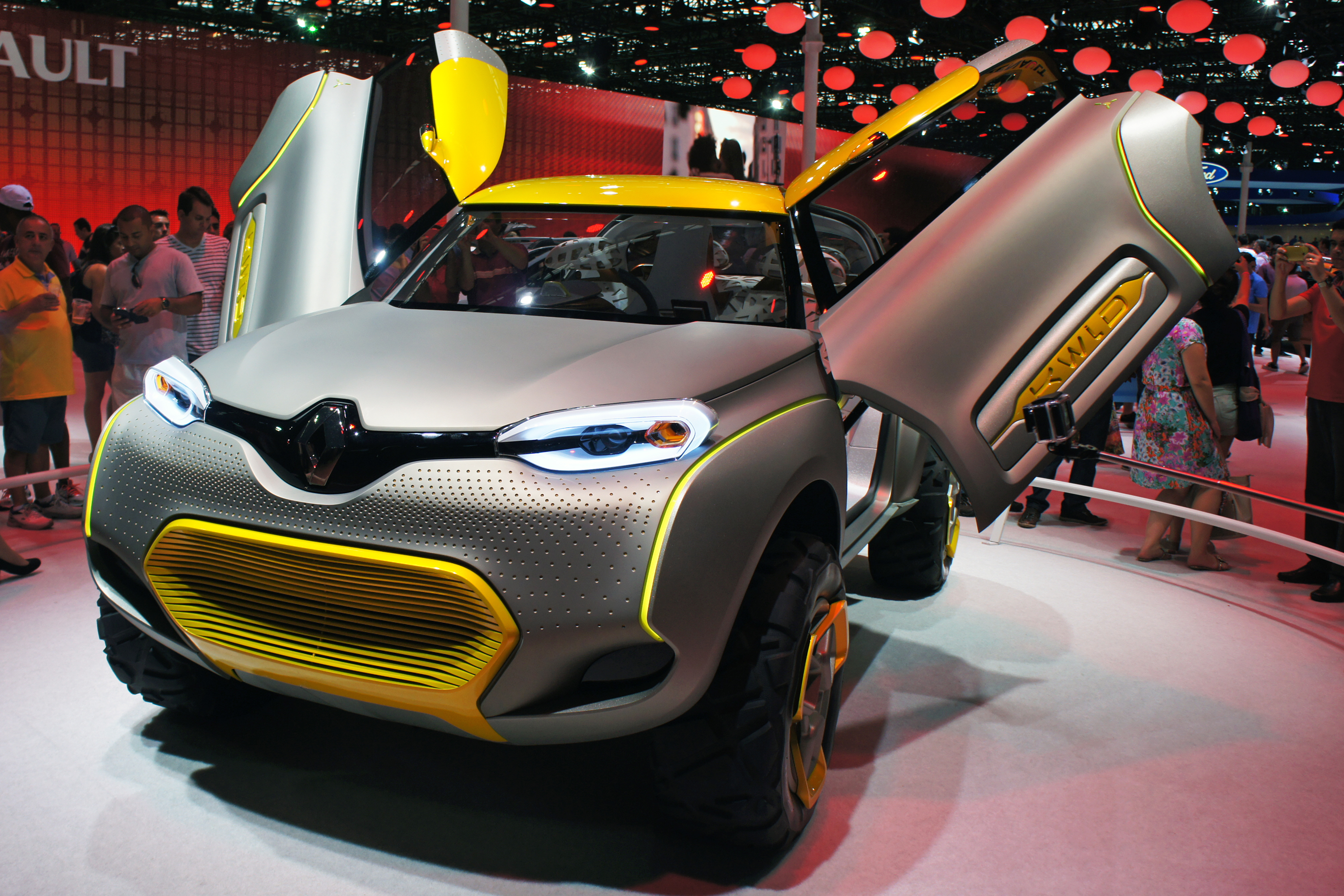
Renault Kwid Concept 2014
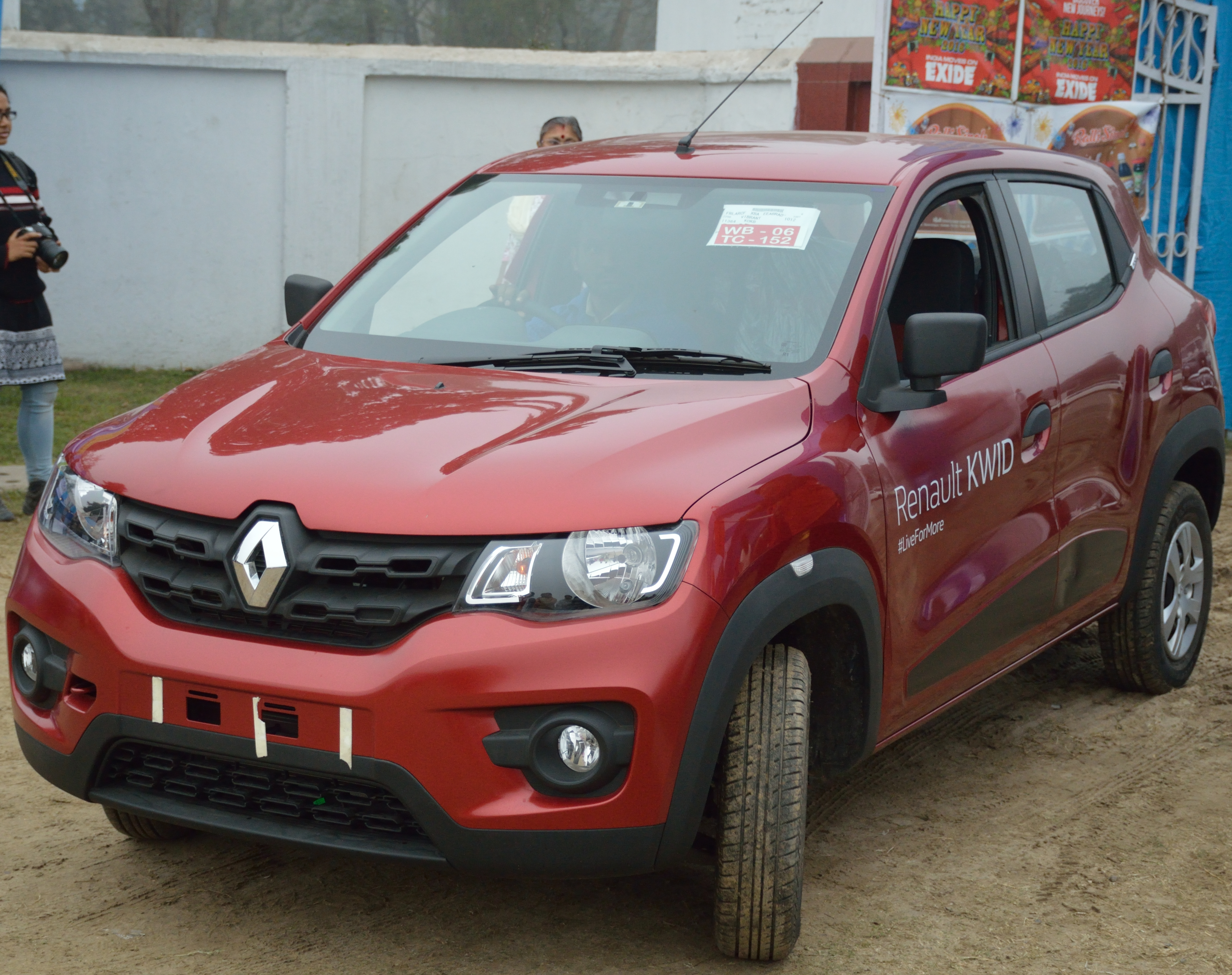
Renault Kwid - Kolkata 2016
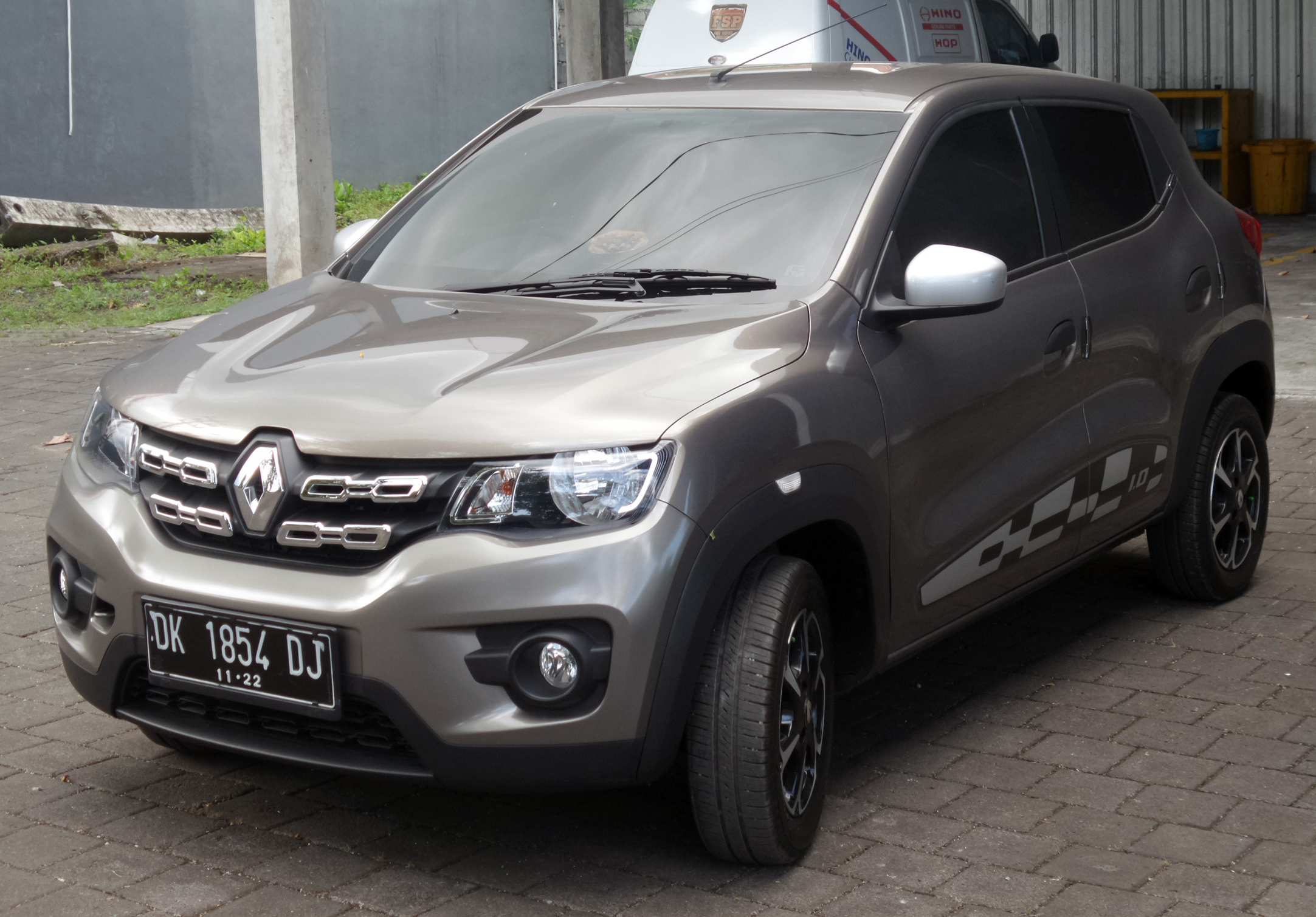
Renault Kwid - Karangasem 2018
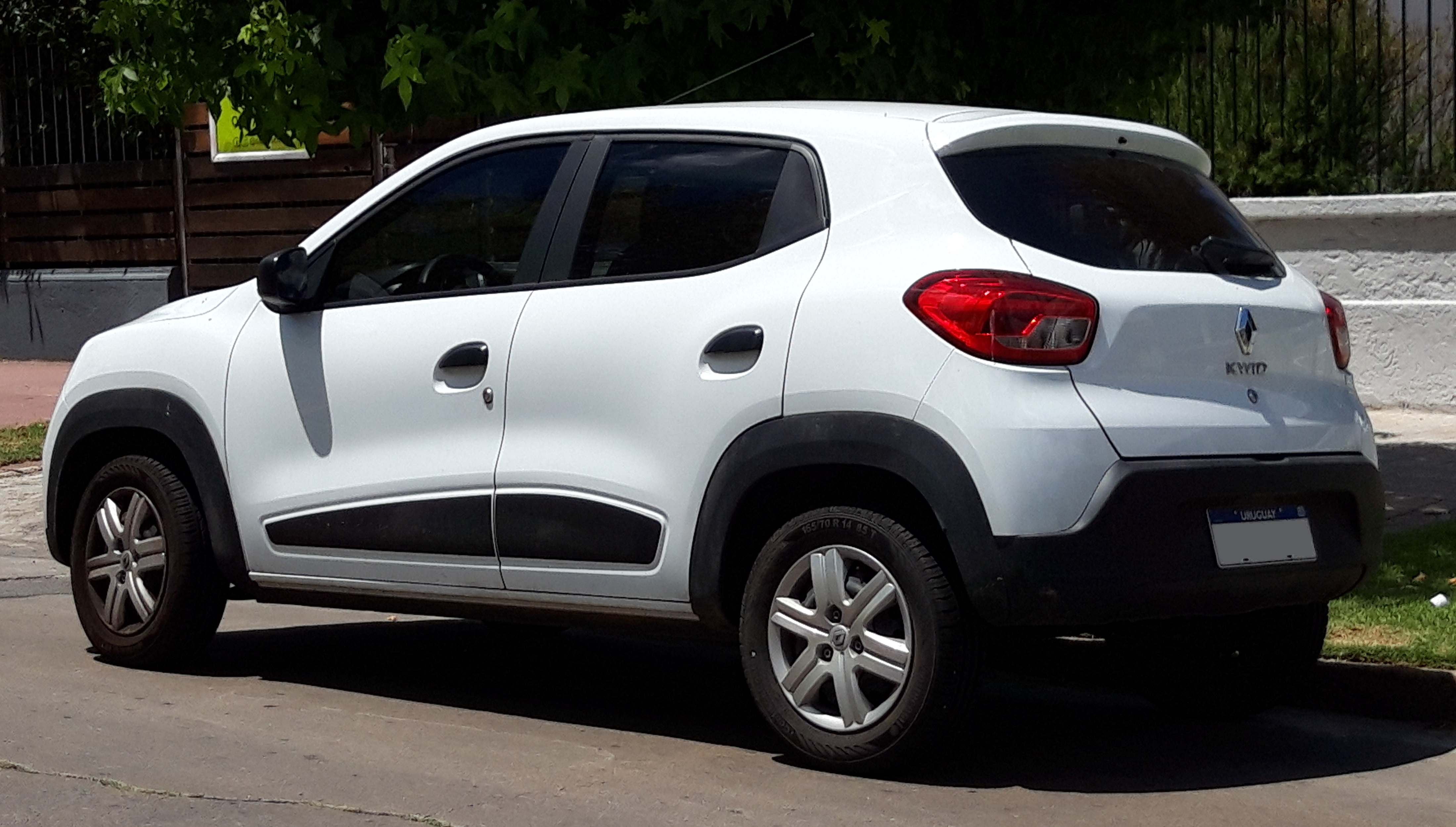
Vista posterior del Renault Kwid en Uruguay

## Características
- Diseño símil mini SUV/mini Crossover, automóvil del segmento A, firma estilística Renault.
- Diseño desarrollado entre el Tecnocentro Renault y la India.
- Interior y la consola central inspirada en Renault Clio IV.
- Nueva plataforma CMF de Renault-Nissan.
- Nuevo motor BR-8, motor de gasolina de tres cilindros de 800 cc, doble árbol de levas cabeza, 4 válvulas por cilindro con 51 cv de potencia y 90 Nm de torque. y para America el motor sCe de tres cilindros de 1000 cc, 12 valvulas, con 69 HP el mismo motor utilizado por el Renault Twingo y Smart ForFour europeos.
- Nueva caja de cambios de 5 velocidades.
- Equipamiento: velocímetro digital, navegación GPS sistema MEDIA NAV con una pantalla táctil a color de 7´´, aire acondicionado manual, conectividad Bluetooth.
- Montado en la fábrica de Nissan en Chennai en la India.
- Competidor directo del Maruti - Suzuki Alto y Hyundai Eon.

### Equipamiento
El Kwid fabricado en la India, según el mercado, se comercializa con cuatro niveles de equipamiento:
- Renault Kwid Standard: Paragolpes negros y llantas en chapa, torpedo (tablero) en color de tono simple, cuadros de instrumentos digital, tapicería en tono gris, calefactor (sin acondicionador de aire), indicador de cambio de marchas, dos años de garantía anticorrosión.

- Renault Kwid RXE: Llantas de acero en color gris, torpedo (tablero) con detalles en gris satinado, Acondicionador de aire y calefactor, guantera con tapa, parasol en asiento del acompañante (delantero derecho), inmovilizador de motor, es opcional el paquete "media pack" (Estéreo con radio, MP3, Bluetooth, USB, AUX, 2 parlantes y puerto de alimentación para 12V)

- Renault Kwid RXL: Dirección con asistencia eléctrica, luz de cortesía interior operada por las puertas, paragolpes color carrocería, espejo lateral derecho, detalles en negro en el volante, salidas del aire acondiconado/calefactor en gris satinado, asientos delanteros "Premium", "media pack" de serie (estéreo con radio, MP3, Bluetooth, USB, AUX, 2 parlantes y puerto de alimentación 12V)

- Renault Kwid RXT: Torpedo (tablero) bitono, airbag de conductor opcional, detalles en negro brillante en la consola central, comandos del aire acondicionado/calefactor cromados, alzacristalkes eléctricos delanteros, MediaNAV con sistema de navegación, sistema de cierre centralziado a distancia, lámparas antinieblas delanteras, limpiaparabrisas delantero con cadencia.

El Kwid fabricado en Brasil se comercializa con cuatro niveles de equipamiento denominados Life, Zen, Intense e Iconic, agregando más equipamiento en cada uno de ellos.
En Argentina se comercializa con cuatro niveles de equipamiento. Desde la versión zen  cuenta con un básico de 4 airbags (2 más que lo requerido por reglamentaciones), fijaciones isofix, aire acondicionado, frenos ABS con EBD, dirección asistida electricamente (EPS). Recién en la Zen suma lazacristales delanteros eléctricos, aviso sonoro de luces encendidas, cierre centralizado con TRF y CAR (cierre en rodaje) y varía los tapizados. La "Intens" cambia llantas por otras de diseño específico y 14´´, Media Nav (con pantalla de 7´´ touchscreen), computadora de a bordo y faros antinieblas. Mientras que la tope de gama "Iconic" agrega cámara de retroceso, espejos eléctricos, cierre centralizado remoto (con apertura de baúl) y apertura de baúl eléctrica. Pudiendo obviamente, variar los ítems de equipamiento de cada versión, según lo disponga el fabricante.

## Kwid Outsider
Es la variante con soluciones estéticas que le dan un aspecto aventurero al modelo original. Se presentó durante el Salón Internacional del Automóvil de San Pablo, Brasil en noviembre del 2018.
Se le agregaron más apliques en plástico negro en la trompa, que cambian la forma en que quedan envueltos los faros antiniebla. Y bajo la trompa se situó una pieza de plástico satinado simulando ser un protector de cárter, además de un protector de cárter real bajo el motor. En los laterales se colocaron baguetas de plástico negro (sin pintura). Mientras que en la parte trasera también se le agregó en plástico satinado un símil difusor. Sobre el techo se agregaron dos barras para dar la apariencia de un porta- equipajes, lo que no es dado que se incluye una advertencia para que no se coloquen cargas sobre él.
En el interior esta versión especial añade numerosos detalles en color naranja. Renault aun no confirmó el segmento de precios del Kwid Outsider, pero se supone que se lo posicionará al tope de la gama.

## Kwid E-Tech
Es un Renault eléctrico chino vendido como Dacia Spring en Europa.

## Ficha técnica
|                            | 0.8 12v (BR-8)              | 1.0 SCe 12v                                             |
| Tipo                       | 3 cilindros en línea        | 3 cilindros en línea                                    |
| Cilindrada                 | 799 cm3                     | 999 cm³                                                 |
| Válvulas                   | 12                          | 12                                                      |
| Potencia máxima            | 54 cv a 5678 rpm            | 66 cv (gasolina) a 5.500 rpm 70 cv (etanol) a 5.500 rpm |
| Par motor                  | 72 Nm (7,34 Kgm) a 4386 rpm | 9,4 Kgm (gasolina) a 4.250 9,8 Kgm (etanol) a 4.250     |
| Caja de velocidades        | BVM5                        | SG1                                                     |
| Velocidad máxima           | 143 km/h                    | 165 km/h (gasolina) 156 km/h (etanol)                   |
| 0-100 km/h                 | 16.4                        | 15,5s (gasolina) 14,7s (etanol)                         |
| Consumo (en L/100 km)      | 8                           | 6,58 (gasolina) 9.52 (etanol)                           |
| Emisiones de CO2 (en g/km) | 102                         | s/d                                                     |

|                | Edic. India                               | Edic Brasilera                            |
| Suspensiones   | Del: Tipo Mc Pherson Tras: eje de torsión | Del: Tipo Mc Pherson Tras: eje de torsión |
| Frenos         | Del: A Disco Tras: A Tambor               | Del: A Disco Tras: A Tambor               |
| Neumáticos     | Radiales en medida 155/80 R13             | Radiales en medida 165/70 R14             |
| Dirección      | Según versión: Asistida/Mecánica          | Asistida electricamente                   |
| Airbags        | Según versión                             | Máx.: 2 frontales + 2 Laterales           |
| Tipo de Frenos | Según versión                             | Max.: ABS + EBD                           |

## Seguridad
Según versión y opcionales equipa un máximo de: Airbag delanteros y laterales, frenos ABS, cinturones de seguridad, inmovilizador de motor antirrobo, faros delanteros antiniebla, cierre centralizado.
- Versión latinoamericana:

Renault Brasil (lugar de producción local) difundió las modificaciones que recibió el Kwid para el Mercosur. La marca informó que se agregaron refuerzos estructurales en acero de alta resistencia. Esto redundará en que las versiones básicas del Kwid brasileño sean un 20% más pesadas que las del Kwid indio. El peso total aumentaría de unos 700 a 840 kilogramos. Solo la butaca del conductor pesaría nueve kilos más que en el caso del Kwid indio.
Este modelo latino, vendrá de serie con anclajes Isofix para sillas infantiles, como lo requiere la ley para los nuevos lanzamientos. Como novedad vendrá de serie con cuatro airbags: doble frontal delantero (lo que es obligatorio por ley) y doble lateral delantero (algo innovador en su segmento). No tendrá control de estabilidad (ESP).
- Desempeño Global NCAP:

En diversas pruebas de choque realizadas por el organismo internacional la versión india btuvo inicialmente una calificación de cero estrellas de un máximo de 5 y con modificaciones posteriores el resultado mejoró a 1 estrella de 5 posibles.
- Ocupante Adulto:
La protección ofrecida a la cabeza y cuello del conductor por el airbag fue buena, aunque la protección al pecho fue pobre debido a grandes niveles de compresión y la protección del pecho del acompañante fue de débil a buena. Las rodillas del pasajero podrían impactar con estructuras peligrosas en el torpedo. La estructura fue calificada como inestable y no podría soportar mayores cargas. Fue confirmado que Renault agregó refuerzos en la estructura pero solo en el lado del conductor y no en el lado del pasajero.
- Ocupante niño:
El asiento para niño de 3 años no fue capaz para prevenir el movimiento de desplazamiento excesivo hacia adelante durante el impacto, y las lecturas biomecánicas fueron altas. El desempeño dinámico del niño de 18 meses permitió contacto de la cabeza con el respaldo frontal y las lecturas biomecánicas fueron altas. La instalación de instrucciones en ambos asientos para niños fueron insuficientes y no permanecieron sujetas/adheridas permanentemente al asiento. Los cinturones estáticos de tres puntos hicieron más dificultosa la adecuada instalación de los CRS. Este vehículo no estaba equipado con airbag de pasajero.
| Ocupantes adultos: | 1/5 estrellas |
| Ocupantes niños:   | 2/5 estrellas |

- Desempeño Latin NCAP en 2017 (protocolo obsoleto)[18]:

En el Impacto Frontal, la versión latinoamericana ofreció una protección tanto a la cabeza como al cuello del conductor buena. La protección del pecho del mismo fue marginal mientras que la del acompañante resultó adecuada con los sistemas de retención. Tanto las rodillas del conductor como las del acompañante, obtuvieron una protección marginal dado que podrían impactar con estructuras de carácter peligrosas detrás del tablero. La tibia del conductor recibió una protección adecuada y a su vez marginal, la del acompañante recibió una protección adecuada. El área de los pies, fue considerada estable y tuvo una deformación insignificante. De este modo, la protección de los pies es buena. La estructura del habitáculo fue considerada como estable. 
Impacto Lateral: El airbag lateral de tórax ofreció una protección débil para el pecho, mientras que el auto ofreció una protección adecuada para el abdomen y cabeza y buena para la pelvis. El vehículo carece de ESC como estándar. No se pudo efectuar la prueba de impacto lateral de poste ya que el vehículo no ofrece ni como opcional airbags de protección en caso de impacto lateral para la cabeza del adulto. El vehículo posee de serie Aviso de uso de cinturón (SBR) en los dos asientos delanteros. Todo esto explica las 3 estrellas para protección del ocupante adulto.
| Ocupantes adultos: | 3/5 estrellas |
| Ocupantes niños:   | 3/5 estrellas |